# Duitsland op het Eurovisiesongfestival 1962
Duitsland nam deel aan het  Eurovisiesongfestival 1962, gehouden in Luxemburg. Het was de 7de deelname van het land. 

## Selectieprocedure
Duitsland werd vertegenwoordigd door Conny Froboess, met het lied '"Zwei kleine Italiener", op het Eurovisiesongfestival 1962, dat plaatsvond op 18 maart de Duitse inzending werd gekozen via een grote nationale finale.
Er deden verschillende artiesten mee die in de toekomst of al mee hadden gedaan aan het Songfestival:  Wyn Hoop deed mee in 1960, Siw Malmkvist in 1960 en in 1969 voor Zweden. Jimmy Makulis deed voor Oostenrijk mee in 1961, Carmela Corren in 1963 voor Oostenrijk. Margot Eskens deed voor Duitsland mee in 1966.

## Halve finales
Er werden 4 halve finales gehouden er gingen daarvan intotaal 12 artiesten door naar de finale. Elke artiest zong twee liedjes een jury koos welk lied daarvan door ging naar de finale.

#### Halve finale 1 -Frankfurt
| Startplaats | Artiest        | Lied                         | Gekwalificeerd |
| ----------- | -------------- | ---------------------------- | -------------- |
| 1           | Conny Froboess | "Hallo hallo hallo"          | Nee            |
| 2           | Conny Froboess | "Zwei kleine Italiener"      | Ja             |
| 3           | Rita Paul      | "Canzonetta d'amore"         | Nee            |
| 4           | Rita Paul      | "La luna romantica"          | Ja             |
| 5           | Jimmy Makulis  | "Ich habe im Leben nur Dich" | Ja             |
| 6           | Jimmy Makulis  | "Keiner weiß wohin"          | Nee            |

#### Halve Finale 2 -Stuttgart
| Startplaats | Artiest       | Lied                                                                     | Gekwalificeerd |
| ----------- | ------------- | ------------------------------------------------------------------------ | -------------- |
| 1           | Peter Beil    | "Dein erster Kuß" (Your first kiss)                                      | Nee            |
| 2           | Peter Beil    | "Ein verliebter Italiener" (An Italian in love)                          | Y              |
| 3           | Peggy Brown   | "Das Lexikon d'amour" (The encyclopedia of love)                         | Ja             |
| 4           | Peggy Brown   | "Ein Wiederseh'n mit Jacky" (A reunion with Jacky)                       | Nee            |
| 5           | Siw Malmkvist | "Der eine, der bist Du" (That one is you)                                | Nee            |
| 6           | Siw Malmkvist | "Die Wege der Liebe (sind wunderbar)" (The ways of love (are wonderful)) | Ja             |

#### Halve finale 3 -Keulen
| Startplaats | Artiest                   | Lied                                                                       | Gekwalificeerd |
| ----------- | ------------------------- | -------------------------------------------------------------------------- | -------------- |
| 1           | Pirkko Mannola & Wyn Hoop | "Komm ein bißchen näher zu mir her" (Come a bit closer to me)              | Nee            |
| 2           | Pirkko Mannola & Wyn Hoop | "Mama will dich sehen" (Mum wants to see you)                              | Ja             |
| 3           | Ralf Bendix               | "Das Neueste aus Paris" (The latest thing from Paris)                      | Nee            |
| 4           | Ralf Bendix               | "Spanische Hochzeit" (Spanish wedding)                                     | Ja             |
| 5           | Margot Eskens             | "Ein Herz das kann man nicht kaufen" (A heart is something one cannot buy) | Ja             |
| 6           | Margot Eskens             | "Jeder braucht jeden Tag Liebe" (Everyone needs love everyday)             | Nee            |

#### Halve Finale 4 -München
| Startplaats | Artiest           | Lied                                                         | Gekwalificeerd |
| ----------- | ----------------- | ------------------------------------------------------------ | -------------- |
| 1           | Carmela Corren    | "Eine Rose aus Santa Monica" (A rose from Santa Monica)      | Ja             |
| 2           | Carmela Corren    | "Irgendwie geht es immer weiter" (Somehow it always goes on) | Nee            |
| 3           | Bill Ramsey       | "Hilly Billy Banjo Bill"                                     | Ja             |
| 4           | Bill Ramsey       | "Old Jonny war ein Wunderkind" (Old Jonny was a prodigy)     | Nee            |
| 5           | Ann-Louise Hanson | "Au revoir, auf wiederseh'n" (Goodbye, goodbye)              | Nee            |
| 6           | Ann-Louise Hanson | "Sing kleiner Vogel" (Sing, little bird)                     | Ja             |

## Finale
De grote finale vond plaats in het Kurhaus in Baden-Baden, gepresenteerd door Klaus Havenstein. De winnaar werd geselecteerd door 6 jury's en een jury uit het theater.
| Startplaats | Artiest                   | Lied                                                                       | Punten | Plaats |
| ----------- | ------------------------- | -------------------------------------------------------------------------- | ------ | ------ |
| 1           | Conny Froboess            | "Zwei kleine Italiener" (Two little Italians)                              | 19     | 1      |
| 2           | Rita Paul                 | "La luna romantica" (The romantic moon)                                    | 2      | 6=     |
| 3           | Jimmy Makulis             | "Ich habe im Leben nur Dich" (I only have you in life)                     | 0      | 11=    |
| 4           | Peter Beil                | "Ein verliebter Italiener" (An Italian in love)                            | 0      | 11=    |
| 5           | Peggy Brown               | "Das Lexicon d'amour" (The encyclopedia of love)                           | 2      | 6=     |
| 6           | Siw Malmkvist             | "Die Wege der Liebe (sind wunderbar)" (The ways of love (are wonderful))   | 18     | 2      |
| 7           | Pirkko Mannola & Wyn Hoop | "Mama will dich sehen" (Mum wants to see you)                              | 6      | 4      |
| 8           | Ralf Bendix               | "Spanische Hochzeit" (Spanish wedding)                                     | 5      | 5      |
| 9           | Margot Eskens             | "Ein Herz das kann man nicht kaufen" (A heart is something one cannot buy) | 8      | 3      |
| 10          | Carmela Corren            | "Eine Rose aus Santa Monica" (A rose from Santa Monica)                    | 1      | 8=     |
| 11          | Bill Ramsey               | "Hilly Billy Banjo Bill"                                                   | 1      | 8=     |
| 12          | Ann-Louise Hanson         | "Sing kleiner Vogel" (Sing, little bird)                                   | 1      | 8=     |

De populaire zangeres Conny Froboess zong voor Duitsland Zwei kleine Italiener. Ondanks haar populariteit eindigde het lied maar op de zesde plaats met negen punten. Commercieel gezien was Zwei kleine Italiener wel de winnaar, in een groot deel van Europa scoorde Conny Froboess een zeer grote hit.
1956 · 1957 · 1958 · 1959 · 1960 · 1961 · 1962 · 1963 · 1964 · 1965 · 1966 · 1967 · 1968 · 1969 · 1970 · 1971 · 1972 · 1973 · 1974 · 1975 · 1976 · 1977 · 1978 · 1979 · 1980 · 1981 · 1982 · 1983 · 1984 · 1985 · 1986 · 1987 · 1988 · 1989 · 1990 · 1991 · 1992 · 1993 · 1994 · 1995 · 1996 · 1997 · 1998 · 1999 · 2000 · 2001 · 2002 · 2003 · 2004 · 2005 · 2006 · 2007 · 2008 · 2009 · 2010 · 2011 · 2012 · 2013 · 2014 · 2015 · 2016 · 2017 · 2018 · 2019 · 2020 · 2021 · 2022 · 2023 · 2024 · 2025